# Ermete Zacconi
Ermete Zacconi (Montecchio Emilia, 14 settembre 1857 – Viareggio, 14 ottobre 1948) è stato un attore italiano.
Introdusse sulle scene nazionali il verismo interpretativo, frutto del positivismo allora imperante nella vita e nell'arte europea. Conformò sempre le sue interpretazioni a un estremo realismo (talvolta ispirato a criteri di recitazione clinica), svincolandole dai moduli accademici tradizionali, eppure infondendovi vigorose tonalità romantiche.

## Biografia
Nato da Giuseppe Zacconi e Lucia Lipparini, figlio d'arte, esordì sulle scene sotto la guida paterna. Successivamente fu primo attore in altre formazioni e nel 1897 divenne capocomico. Affermatosi in breve come uno dei più quotati attori italiani, molto apprezzato anche all'estero nel corso di fortunate tournée (Francia, America meridionale ed Egitto), fece compagnia anche con Eleonora Duse, nel 1899 e nel 1922. Furono sue primattrici la moglie Ines Cristina Zacconi e Paola Pezzaglia. Il suo repertorio andava da Shakespeare a Ibsen, da Tolstoj a Molnár, da Giacosa a Dumas figlio, a Maeterlinck, a Bracco, a Rovetta.
I successi più clamorosi li ebbe con Re Lear, Otello; Lorenzaccio di Musset; La morte civile di Paolo Giacometti. Negli Spettri di Ibsen, raggiunse il massimo del realismo con una sconvolgente rappresentazione dei sintomi della paralisi progressiva, la malattia del protagonista. Il cardinale Lambertini di Alfredo Testoni, fu forse la sua interpretazione più celebre e conosciuta, nella quale rivelò un suadente umorismo. A questi vanno aggiunti i Dialoghi di Platone e Il Fedone, ultimi saggi della sua arte vigorosa. Impiegato nel cinema sin dal 1912, venne sfruttato in chiave popolare.
Morì a causa di una caduta nel 1948 a Viareggio; venne in seguito sepolto nel cimitero monumentale della stessa cittadina.

## Vita privata
Sposò la collega  Ines Cristina ed ebbero una bambina, chiamata Ernes dall'unione della sillaba iniziale e di quella finale dei rispettivi nomi ("Er" e "nes"), e che a sua volta divenne attrice.
Ines Cristina aveva già una figlia,  Margherita (generata col suggeritore Ambrogio Bagni), che divenne attrice nella compagnia del padre adottivo, e che sposerà il grande attore Renzo Ricci; da questo matrimonio nacque poi Nora Ricci, pure attrice, che a sua volta andrà in sposa a un attore, Vittorio Gassman; da questa unione nascerà un'altra attrice: Paola Gassman, quinta generazione di teatranti, da entrambi i rami, partendo dai genitori di Ermete Zacconi.
Altri figli di Ermete e Ines furono Luciano, scenografo alla Rai, e Giuseppe, gestore di cinema a Viareggio, che nel 1969 fu tra le persone ingiustamente accusate per il "caso Lavorini" e morì d'infarto l'anno dopo.

## Filmografia

Ermete Zacconi nel film Il cardinale Lambertini (1936)

- Padre, regia di Dante Testa e Gino Zaccaria (1912)
- Lo scomparso, regia di Dante Testa (1913)
- L'emigrante, regia di Febo Mari (1915)
- Gli spettri, regia di A. G. Caldiera (1918)
- La forza della coscienza, regia di Luigi Romano Borgnetto (1918)
- Il cardinale Lambertini, regia di Parsifal Bassi (1934)
- Cuor di vagabondo (Coeur de gueux), regia di Jean Epstein (1936)
- Un colpo di vento, regia di Charles-Félix Tavano e Jean Dréville (1936)
- Pioggia d'estate, regia di Mario Monicelli (1937)
- Le perle della corona (Les perles de la couronne), regia di Sacha Guitry (1937)
- Processo e morte di Socrate, regia di Corrado D'Errico (1939)
- L'orizzonte dipinto, regia di Guido Salvini (1941)
- Don Buonaparte, regia di Flavio Calzavara (1941)
- Il romanzo di un giovane povero, regia di Guido Brignone (1942)
- Il conte di Montecristo, regia di Robert Vernay e Ferruccio Cerio (1943)
- Piazza San Sepolcro, regia di Giovacchino Forzano (1943)

## Pubblicazioni
- Ricordi e battaglie, autobiografia (1943)

## Premi e riconoscimenti

### Festival del cinema di Venezia
- 1941: - Coppa Volpi per la migliore interpretazione maschile per Don Buonaparte